# Jon Jang

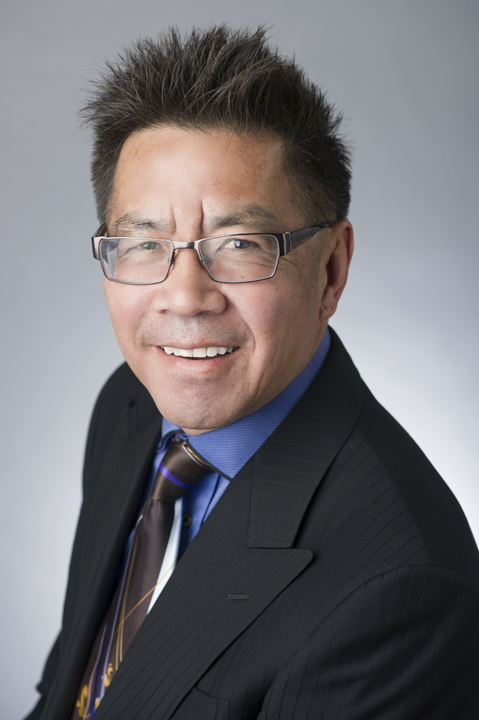
Jon Jang (2014)

Jon Jang (eigentlich Jang Jian Liang; * 11. März 1954) ist ein US-amerikanischer Jazzpianist, Komponist und Bandleader des Modern Jazz.

## Leben und Wirken
Jon Jang hat chinesische Wurzeln, ist im asiatisch-amerikanischen Jazz-Spektrum tätig und kombiniert in seiner Musik Jazz mit Elementen asiatischer Musik.
Jang schloss seine Studien am Oberlin Conservatory of Music 1978 ab. Er arbeitete mit Fred Hos Afro-Asian Ensemble, später mit David Murray, James Newton, Anthony Brown, Mark Izu, Jiebing Chen, Liu Qi-Chao und Max Roach. Im Jahr 1987 gründete er mit Francis Wong das Plattenlabel Asian Improv Records. In den 1990er Jahren nahm Jang eine Reihe von Alben für das Soul Note Label auf, an denen Musiker wie der Flötist James Newton, David Murray und Max Roach mitwirkten. Jang Jang versteht sich neben seiner Tätigkeit als Musiker und Bandleader auch als politischer Aktivist; so ist sein erstes Album Self Defense! ein Statement in der Tradition des Pan African People’s Arkestra, das der radikale kalifornische Komponist Horace Tapscott geleitet hatte. Das Album nimmt Stellung zu dem Unrecht, das den Japanern während des Zweiten Weltkriegs in den USA angetan wurde. In dem Album Tiananmen! verarbeitet Jang zwar auch chinesische Volksmusik, Haupteinflüsse sind aber Charles Mingus und Duke Ellingtons "Weltmusik"-Ideen.
Das Jon Jang Sextet trat beim  Beijing Jazz Festival 1997 auf. Jang lebt in San Francisco.

## Auswahldiskographie
- 1985: Tomorrow Is Now (Soul Note) mit dem Afro-Asian Music Ensemble
- 1987: We Refuse to Be Used and Abused (Soul Note) mit dem Afro-Asian Music Ensemble
- 1987: The Ballas of the Bullet (AsianImprov) solo
- 1988: Jangle Bells (AsianImprov) solo
- 1991: Self Defense! (Soul Note)
- 1993: Tiananmen! (Soul Note)
- 1994: Two Flowers on a Stem (Soul Note) mit David Murray
- 1995: Immigrant Suite No. 1 (Soul Note)
- 1998: Beijing Trio (AsianImprov, 1998) mit Max Roach
- 1999: Self Portrait (AsianImprov) solo